# Amlodipina
Amlodipina (DCPt ) ou anlodipino (DCB ), é uma molécula do grupo dos bloqueadores dos canais de cálcio (Ca2+), classe das dihidropiridinas. É usado em Medicina como vasodilatador coronário e hipotensor.

## Mecanismo de ação
Como outros bloqueadores dos canais de cálcio, a Amlodipina atua bloqueando a entrada do Ca2+ através da membrana celular, tanto das células musculares cardíacas como das da parede vascular, porém com muito maior ação sobre o músculo liso vascular. Atuando sobre o músculo cardíaco este medicamento tem um efeito inotrópico negativo (diminuição da contratilidade cardíaca). Porém, esta diminuição do inotropismo é contrabalançada pela melhoria da irrigação do músculo cardíaco que por sua vez melhora a contractilidade. Por esta razão, o efeito inotrópico negativo observado in vitro não é detetado em doses terapêuticas, salvo em presença de patologia grave como é o caso da cardiomiopatia com dilatação e insuficiência, situação que constitui uma contra-indicação ao uso deste medicamento.
A sua ação sobre o músculo liso vascular provoca vasodilatação com diminuição das resistências periféricas o que diminui o trabalho cardíaco e secundariamente o consumo de oxigénio pelo miocárdio, com diminuição da angina estável e grande melhoria nos casos de angina de Prinzmetal
Porém a vasodilatação induzida pela amlodipina não é exclusivamente arterial, infelizmente, havendo um venodilatação concomitante responsável pelo edema tão frequente e pelo agravamento de uma preexistente insuficiência venosa.
Os efeitos anti-hipertensores estão relacionados com o grau de hipertensão, havendo uma melhor resposta nas hipertensões moderadas (diastólica entre 105 e 114 mm Hg).
Ao contrário do Verapamilo, também bloqueador dos canais de cálcio da classe Fenilalquilaminas, a amlodipina não tem efeitos sobre o sistema de condução cardíaca.

## Farmacocinética e metabolismo
A Amlodipina é bem absorvida por via oral, não influenciada pelos alimentos, com uma biodisponibilidade  calculada entre 64 e 90% e o pico sanguíneo 6 a 12 horas depois. O nível de estabilidade plasmática é atingido 7 a 8 dias depois da dose inicial. Cerca de 93% circula ligada às proteínas plasmáticas. Após uma primeira passagem, 90% da amlodipina é metabolizada pelo fígado. A semi-vida é longa, cerca de 30 a 50 horas e a actividade plasmática diminui muito lentamente. 90% da dose absorvida é transformada em metabólitos inativos no fígado. A sua eliminação é sobretudo feita pelo rim, não sendo prejudicada pela presença de insuficiência renal. Porém a insuficiência hepática e a insuficiência cardíaca, devido à diminuição da clearance do medicamento, vão originar um aumento da sua biodisponibilidade plasmática com um aumento da AUC (area under curve a biodisponibilidade é medida pelo cálculo da área sob a curva  de concentração/tempo da droga).

## Efeitos secundários e advertências
- A amlodipina pode ter um efeito paradoxal em casos de doença isquémica severa e desencadear um enfarte do miocárdio: ao dilatar o músculo liso das artérias coronárias, a resposta da rede arterial com ausência de lesões é rápida e dá-se o que em cardiologia se chama "roubo coronário" o fluxo sanguíneo dirige-se preferencialmente para as artérias que dilataram e a pressão de perfusão diminui substancialmente a nível dos vasos lesados.[11][14]
- A venodilatação pode ser muito importante, mesmo na ausência de insuficiência venosa, com edema, rubor e dor que pode confundir-se com uma situação de erisipela e em casos mais graves pode mesmo instalar-se uma situação de eritromelalgia.
- A longo termo a Amlodipina deve ser evitada nos pacientes com insuficiência cardíaca pelo seu mecanismo de ação já referido.[11]
- Em geriatria o uso deve ser muito cauteloso não só pela diminuição da função hepática com a idade mas também pela venodilatação que vem agravar a estase venosa por diminuição da atividade física.
- Não existem suficientes estudos que provem a ausência de teratogénese pelo que o medicamento não deve ser administrado durante a gravidez.[15]
- A sua indicação em cardiologia pediátrica é avaliada caso a caso pela equipa especialista.[11]

## Interações medicamentosas
Com exceção do sildenafil (Viagra®) cujas ações hipotensoras se adicionam, não são conhecidas interações medicamentosas nomeadamente com
- Warfarina,
- Digoxina,
- Beta-bloqueantes,
- Bloqueadores dos receptores da angiotensina,
- Etanol

## Intoxicação por amlodipina
O anlodipino não é  removido por diálise, constituindo um obstáculo ao tratamento rápido em caso de intoxicação acidental ou tentativa de suicídio por amlodipina. Além disso a longa semi-vida e o uso de formas de libertação prolongada, faz com que os efeitos permaneçam durante alguns dias. As manifestações poderão ir de simples hipotensão e bradicardia, por vezes taquicardia no início, a um estado de choque grave com confusão ou inconsciência, bradicardia, paragens sinusais e acidose lática. Se a história da ingestão é recente e o paciente não necessita de reanimação urgente, a lavagem gástrica é mandatória assim como o uso de sulfato de magnésio e carvão activado de modo a acelerar o trânsito intestinal. Porém estas medidas só terão lugar após a instituição das  medidas gerais de reanimação, se tal fôr necessário, como o combate à acidose metabólica, comuns a todos os protocolos das Unidades de Cuidados Intensivos, a colocação em urgência (se o caso assim o exigir) de um pacemaker provisório, a infusão de aminas vasopressoras como a dopamina ou a dobutamina, para aumentar a pressão arterial e a infusão de glucagon e de gluconato de cálcio (segundo os respetivos  protocolos habituais), de modo a aumentar o inotropismo cardíaco, a frequência sinusal e melhorar a condução auriculo-ventricular (em doses tóxicas a seletividade das dihidropiridinas perde-se). Uma das complicações que pode aparecer é o edema pulmonar agudo não cardiogénico que, segundo se pensa, deve-se à vasodilatação do leito capilar alveolar com transudação.